# 8332 Ivantsvetaev
8332 Ivantsvetaev è un asteroide della fascia principale. Scoperto nel 1982, presenta un'orbita caratterizzata da un semiasse maggiore pari a 2,3652147 UA e da un'eccentricità di 0,1433198, inclinata di 5,26654° rispetto all'eclittica.